# Коренев, Алексей Васильевич
Алексей Васильевич Коренев — советский военнослужащий, участник Великой Отечественной войны, полный кавалер ордена Славы, старший сержант, командир орудия 1138-го стрелкового полка 338-й стрелковой дивизии, участник Великой Отечественной войны; полный кавалер ордена Славы.

## Биография
Родился в 1925 году в селе Батакан Читинской области. Русский.
В ряды Красной Армии призван в январе 1943 года. Сначала учился в полковой школе младших командиров. Летом 1943 года, в звании младшего сержанта направлен на фронт в 1138-й стрелковый полк 338-й стрелковой дивизии в качестве наводчика 76-мм орудия.
В марте 1944 года в бою близ села Костеево Мюзненского района Витебской области Кореневым лично были подбиты 2 вражеских танка и уничтожено около 20 солдат противника. Сам он был легко ранен, но не покинул поля боя. За мужество и хладнокровие, проявленные в бою, Коренев А. В. был награждён орденом Славы III степени.
При форсировании реки Неман орудие Коренева в одиночку — остальные были уничтожены — вело огонь по танкам почти в упор. Командир батареи капитан С. Агкинадзе вспоминал: «На глазах всего батальона Коренев один в разорванной гимнастерке, без пилотки ворочал станины тяжелой пушки то вправо, то влево и кричал: „Снаряды!“, но помогать ему уже было некому. Вокруг лежали убитые и раненые. Заряжая пушку, разворачивая её на цель, сержант продолжал стрельбу». В бою Коренев был тяжело ранен и направлен в госпиталь. Уже в госпитале Коренев узнал, что он награждён орденом Славы II степени.
При выполнении боевого задания — разведки боем в районе г. Раджен в Восточной Пруссии 16 января 1945 года умело командуя своим расчетом, прямой наводкой разбил 2 дзота и уничтожил 3 пулемёта противника с их расчетами, что обеспечило возможность стрелковым ротам захватить первую линию траншеи противника.
Во время отражения контратаки уничтожил до 30 фашистов. В бою по расширению прорыва города Пильканен 18-19 января 1945 года он огнём из своего орудия уничтожил 2 танка и 20 солдат противника. Указом Президиума Верховного Совета СССР старший сержант Коренев А. В. был награждён орденом Славы I степени.

## Награды
- Орден Отечественной войны 1-й степени
- Орден Красной Звезды
- Орден Славы 1-й степени
- Орден Славы 2-й степени
- Орден Славы 3-й степени
- Медаль «За отвагу»